# Farid Mammadov
Farid Mammadov (ázerbájdžánsky Fərid Məmmədov; * 30. srpna 1991 Baku) je ázerbájdžánský zpěvák. V květnu 2013 reprezentoval Ázerbájdžán na Eurovision Song Contest 2013 v Malmö, kde s písní „Hold Me“ obsadil druhé místo.

## Biografie
Narodil se v Baku, kde vystudoval hudební školu a gymnázium. Odmala se zajímal o soul a jazz. Jeho největším vzorem je Stevie Wonder. V současné době[kdy?] studuje na Univerzitě kultury a umění. Od dětství působil v uskupení umělkyně Aybaniz Hašimové Bülbüllər. Jeho koníčkem je capoeira a řecko-římské zápasy.

### Eurovize
V březnu roku 2013 Farid zvítězil v národním kole do Eurovision Song Contest 2013 a v květnu reprezentoval Ázerbájdžán na soutěži v Malmö. Semifinálové kolo vyhrál a ve finále skončil celkově druhý.

## Diskografie

### Singly
- 2012: „Gəl yanıma“
- 2013: „İnan“
- 2013: „Hold Me“